# Степова (зупинний пункт, Одеська об'єднана дирекція Одеської залізниці, код ЄМР 400911)
Степова́ — пасажирський залізничний зупинний пункт Одеської дирекції Одеської залізниці на лінії Чорноморська — Одеса-Головна.
Розташований поблизу дачного масиву Степовий, Лиманський район, Одеської області між станціями Кремидівка (8 км) та Кулиндорове (3 км).
На платформі зупиняються приміські поїзди.